# Михаил Хониат
Михаи́л Хониа́т (греч. Μιχαήλ Χωνιάτης; 1140—1220 гг.) иногда неверно называемый Акоминатом (греч. Ἀκομινάτος) — митрополит афинский, выдающийся византийский писатель и общественный деятель. Брат византийского историка Никиты Хониата.

## Биография
Родился около 1140 года в малоазиатском городе Хоны. В раннем возрасте учился в Константинополе и был учеником Евстафия Солунского. В 1182 году назначен митрополитом города Афин. В 1204 году, после завоевания Константинополя латинянами, защищал Афинский акрополь от нападения со стороны греческого военачальника Льва Сгура, удерживая крепость до прихода крестоносцев во главе с маркизом монферратским Бонифацием в 1205 году. Михаил без кровопролития сдал Бонифацию город и поселился на острове Кея, в монастыре Иоанна Предтечи, где проводил свою жизнь в уединении, среди учёных занятий. Около 1217 года он переехал в монастырь Водоница, близ Фермопил, где скончался около 1220 года.

## Труды
Михаил Хониат возможно являлся последним владельцем полной версии «Гекалы» и «Аитии» Каллимаха. Сохранившиеся речи и письма Михаила Хониата имеют весьма важное историческое значение, остаются одним из важнейших свидетельств о жизни в Афинах и Аттике во времена Латинской империи. Особого внимания заслуживают его воспоминания о родном брате-историке Никите Хониате и византийском императоре Алексее III Ангеле; поэтический плач о вырождении Афин.
Все литературные произведения Михаила можно разделить на четыре группы: проповеднические слова, речи похвальные и надгробные, письма и поэтические произведения. Являлся знатоком античной культуры. Проповеди его основаны почти исключительно на Библии, богаты глубокими мыслями и исполнены пламенного ораторского воодушевления. В своих работах Михаил защищает интересы провинциальных городов, выступает против столичных чиновников и императорского деспотизма, проявляет наблюдательность, описывает детали средневекового византийского быта; в числе первых поднимает вопрос о предназначении творческой личности, которое он противопоставляет низменным вкусам толпы. Письма (до 200) адресованы к различным лицам и разнообразны по содержанию. Из поэтических произведений Михаила Хониата одно (Θεανώ) философского содержания, одно касается истории города Афин, а большая часть написана на религиозные темы.
Лучшее и полное издание сочинений сделано профессором афинского университета Спиридоном Ламбросом, с историческими и филологическими примечаниями (Афины, 1879—1880).